# Mendousse
Pour les articles homonymes, voir Mendousse.
Mendousse est une ancienne commune française du département des Pyrénées-Atlantiques. Le 27 juin 1842, la commune fusionne avec Burosse pour former la nouvelle commune de Burosse-Mendousse.

## Géographie
Mendousse est située à l'extrême nord-est du département.

## Toponymie
Le toponyme Mendousse apparaît sous les formes 
Mendaosse (1286, titres de Béarn), 
Mendeossa (XIIIe siècle, fors de Béarn), 
Bendaosse (1323, titres de Béarn), 
Mendeosse (1385, censier de Béarn) et 
Mendosa (1538, réformation de Béarn).

## Démographie
| 1793 | 1800 | 1806 | 1821 | 1831 | 1836 |
| ---- | ---- | ---- | ---- | ---- | ---- |
| 69   | 126  | -    | 111  | 134  | 135  |

## Culture locale et patrimoine

### Patrimoine civil
La commune présente un ensemble de fermes et maisons des XVIIe, XVIIIe et XIXe siècles.
Un moulin du XVIIIe siècle est visible à Mendousse.

### Patrimoine religieux
L'église Saint-Martin, fait également partie de l'inventaire général du patrimoine culturel. Le cimetière de cette dernière recèle un sarcophage du XIIe siècle.

## Pour approfondir